# Kola Songo
Pour les articles homonymes, voir Kola.
Kola Songo est un village de la Région du Littoral au Cameroun, situé dans la commune de Manjo, sur le site Communes et villes unies du Cameroun (CVUC).

## Population et développement
En 1967, la population de Kola Songo était de 677 habitants, essentiellement des Manehas et des Bamiléké. Elle était de 402 lors du recensement de 2005.